# 山内雄喜
山内 雄喜（やまうち ゆうき、1948年7月20日 - ）は東京都出身の音楽家。1970年代のハワイ文化復興運動に広く知られるようになったアコースティック・ギターのスラックキー奏法を現地で学び、帰国後、音源製作と教則本やレコードガイドなどの著作を通じ紹介。還暦を迎えた2008年には、ハワイ音楽史を解説する7枚組のCD『ALANI-Sprit of Slack Key Guitar』を発表。ALANIの愛称で呼ばれるが、意味はオレンジ。レイ・カーネからもらったハワイアン・ネーム。

## 略歴
レコードやラジオ番組で聴いたハワイアンに興味を持ち、中学時代にスティール・ギターを始め、大学時代になると独学でスラックキーギターを始める。
大学卒業後、自分のやっていることが正しいかどうかを確かめたいという気持ちでハワイに渡る。当初はギャビー・パイヌイ(en:Gabby Pahinui)に習うつもりだったがつかまらず、スラックキー・ギタリストを尋ね歩いた結果、最終的にレイ・カーネ(en:Ray Kane)に弟子入りする。ハワイ滞在中は、Gabby・Rayをはじめ、Sonny Chillingworth、Atta Isaacs、Alice Namakeluaらとも共演する。
帰国後は家業のこんにゃく屋を本業としつつ、並行して音楽家として活動している。アルバムのリリース、ハワイアン/沖縄音楽のアルバムへの参加、書籍の執筆、解説文の執筆、ライブ活動、教室の開催など、ハワイアンを軸にした活動は多岐に渡る。カーネ夫妻をはじめとするハワイのアーティストとのトラディショナル・ハワイアン分野での交流にとどまらず、久保田麻琴、サンディー、KONISHIKIら日本アーティストやアジア・太平洋地域の音楽家と幅広い音楽活動を行なった。近年はスラックキーギターの普及に特に力を注いでいる。2014年、ナ・ホク・ハノハノ賞2014にて、Ki Ho‘alu(スラックキーギター) Foundation Legacy Awardを受賞。

## ディスコグラフィ

### アルバム
- Plays The Slack Key Guitar（1997年6月20日、リスペクトレコード RES-16）
- HAWAIIAN STEEL GUITAR（1998年6月21日、リスペクトレコード RES-23）
- ‘UKULELE HAWAIIAN STYLE（1999年6月27日、リスペクトレコード RES-32）
- Na Mele O Hawai’i E Alani
  - vol.1 古代のハワイ音楽 <スラック･キー･ギター インスト編>（2008年3月23日）
  - vol.2 ハワイ王国時代のハワイ音楽 <インスト編>（2008年4月27日）
  - vol.3 20世紀初頭のハワイ音楽 <インスト編>（2008年6月22日）
  - vol.4 古代のハワイ音楽~20世紀初頭のハワイ音楽 <ヴォーカル編>（2008年6月22日）
  - vol.5 アメリカの中のハワイアン・ミュージック<インスト編> （2008年7月27日）
- ALANI-Sprit of Slack Key Guitar（2008年6月25日、ビクターエンタテインメント）

## 書籍
- ハワイ音楽パラダイス 虹のアロハ・スピリット（1997年、 ISBN 978-4873710228） - サンディーとの対談集
- THE DIG PRESENTS DISC GUIDE SERIES ハワイアン・ミュージック（2007年、シンコーミュージック・エンタテイメント ISBN 978-4-401-63083-7）
- lohe lohe! ハワイの音楽本（2007年、デザインオフィスケイ ISBN 978-4902684070） - 藤崎真一との共著
- ハワイアン・スラック・キー・ギターをゆる〜く弾こう!（2008年、インタープランニング ISBN 978-4901285117）
- ハワイアン・スタイル・ウクレレをかる〜く弾こう!（2010年、インタープランニング ISBN 978-4-901285-14-8）